# یوانکا گونسالس
یوانکا گونسالس پرس (اسپانیایی: Yoanka González Pérez‎؛ زادهٔ ۹ ژانویهٔ ۱۹۷۶ در ویا کلارا) یک دوچرخه‌سوار اهل کوبا است.
وی در مسابقات کشوری و بین‌المللی در مجموع برنده ۴ مدال طلا، ۴ مدال نقره، ۲ مدال برنز شده‌است. او در سال ۲۰۰۴ میلادی قهرمان دوچرخه‌سواری جهان بود. یوانکا همسر دوچرخه‌سوار پدرو پابلو پرس است.